# Marocko i olympiska sommarspelen 2020
Marocko deltog med en trupp på 48 idrottare vid de olympiska sommarspelen 2020 i Tokyo som hölls mellan den 23 juli och 8 augusti 2021 efter att ha blivit framflyttad ett år på grund av coronaviruspandemin. Det var 15:e sommar-OS som Marocko deltog vid. Soufiane El Bakkali tog landets enda medalj, ett guld.

## Medaljörer
| Medalj | Namn                | Sport     | Gren                         | Datum     |
| ------ | ------------------- | --------- | ---------------------------- | --------- |
| Guld   | Soufiane El Bakkali | Friidrott | Herrarnas 3 000 meter hinder | 2 augusti |

## Boxning
Herrar
| Idrottare        | Gren          | Sextondelsfinal        | Åttondelsfinal       | Kvartsfinal          | Semifinal            | Final                | Final            |
| Idrottare        | Gren          | Motståndare Resultat   | Motståndare Resultat | Motståndare Resultat | Motståndare Resultat | Motståndare Resultat | Placering        |
| ---------------- | ------------- | ---------------------- | -------------------- | -------------------- | -------------------- | -------------------- | ---------------- |
| Mohamed Hamout   | Fjädervikt    | Shahbakhsh (IRI) L 0–5 | Gick inte vidare     | Gick inte vidare     | Gick inte vidare     | Gick inte vidare     | Gick inte vidare |
| Abdelhaq Nadir   | Lättvikt      | Colin (MRI) L 1–4      | Gick inte vidare     | Gick inte vidare     | Gick inte vidare     | Gick inte vidare     | Gick inte vidare |
| Mohamed Assaghir | Lätt tungvikt | Khataev (ROC) L RSC    | Gick inte vidare     | Gick inte vidare     | Gick inte vidare     | Gick inte vidare     | Gick inte vidare |
| Youness Baala    | Tungvikt      | Bye                    | Nyika (NZL) L 0–5    | Gick inte vidare     | Gick inte vidare     | Gick inte vidare     | Gick inte vidare |

Damer
| Idrottare         | Gren       | Sextondelsfinal      | Åttondelsfinal       | Kvartsfinal          | Semifinal            | Final                | Final            |
| Idrottare         | Gren       | Motståndare Resultat | Motståndare Resultat | Motståndare Resultat | Motståndare Resultat | Motståndare Resultat | Placering        |
| ----------------- | ---------- | -------------------- | -------------------- | -------------------- | -------------------- | -------------------- | ---------------- |
| Rabab Cheddar     | Flugvikt   | Davison (GBR) L 0–5  | Gick inte vidare     | Gick inte vidare     | Gick inte vidare     | Gick inte vidare     | Gick inte vidare |
| Oumayma Bel Ahbib | Weltervikt | Bye                  | Lysenko (UKR) L 0–5  | Gick inte vidare     | Gick inte vidare     | Gick inte vidare     | Gick inte vidare |
| Khadija El-Mardi  | Mellanvikt | Drog sig ur          | Drog sig ur          | Drog sig ur          | Drog sig ur          | Drog sig ur          | Drog sig ur      |

## Brottning
Herrarnas grekisk-romersk
| Idrottare       | Gren  | Åttondelsfinal       | Kvartsfinal          | Semifinal            | Återkval             | Final / BM           | Final / BM       |
| Idrottare       | Gren  | Motståndare Resultat | Motståndare Resultat | Motståndare Resultat | Motståndare Resultat | Motståndare Resultat | Placering        |
| --------------- | ----- | -------------------- | -------------------- | -------------------- | -------------------- | -------------------- | ---------------- |
| Zied Ayet Ikram | 77 kg | Lőrincz (HUN) L WO   | i.u.                 | i.u.                 | Yabiku (JPN) L WO    | Gick inte vidare     | Gick inte vidare |

## Cykling

### Landsväg
| Idrottare          | Gren                | Tid             | Placering       |
| ------------------ | ------------------- | --------------- | --------------- |
| Mohcine El Kouraji | Herrarnas linjelopp | Fullföljde inte | Fullföljde inte |

## Friidrott
Förkortningar
- Notera– Placeringar avser endast det specifika heatet.
- Q = Tog sig vidare till nästa omgång
- q = Tog sig vidare till nästa omgång som den snabbaste förloraren eller, i teknikgrenarna, genom placering utan att nå kvalgränsen
- i.u. = Omgången fanns inte i grenen
- Bye = Idrottaren behövde inte tävla i omgången

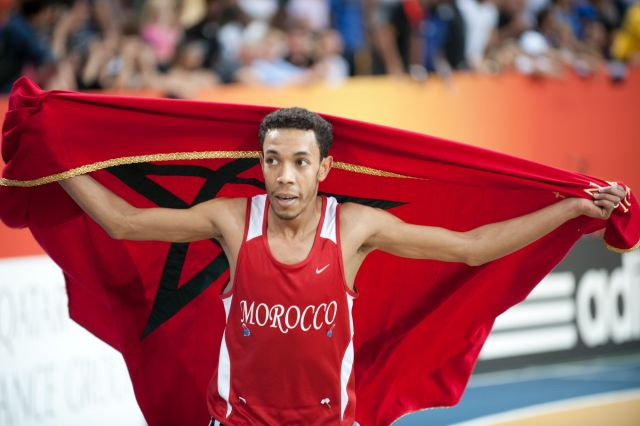
Abdalaati Iguider

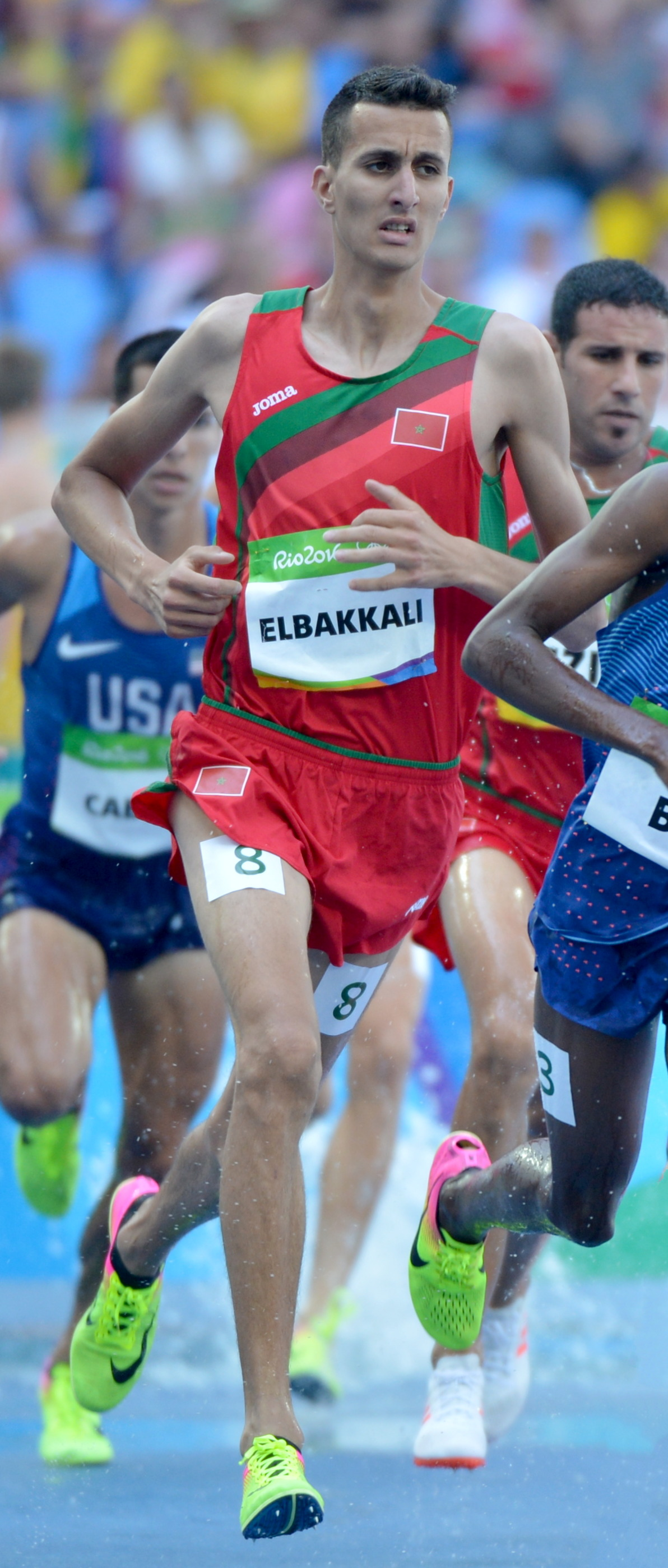
Soufiane El Bakkali

Gång- och löpgrenar
Herrar
| Idrottare              | Gren           | Heat         | Heat      | Semifinal        | Semifinal        | Final            | Final            |
| Idrottare              | Gren           | Resultat     | Placering | Resultat         | Placering        | Resultat         | Placering        |
| ---------------------- | -------------- | ------------ | --------- | ---------------- | ---------------- | ---------------- | ---------------- |
| Abdelati El Guesse     | 800 m          | 1.44,84 0PB0 | 4 q       | 1.46,85          | 8                | Gick inte vidare | Gick inte vidare |
| Oussama Nabil          | 800 m          | 1.45,64      | 5 q       | 1.46,42          | 4                | Gick inte vidare | Gick inte vidare |
| Mostafa Smaili         | 800 m          | 1.46,05      | 4         | Gick inte vidare | Gick inte vidare | Gick inte vidare | Gick inte vidare |
| Soufiane El Bakkali    | 1 500 m        | DNF          | -         | Gick inte vidare | Gick inte vidare | Gick inte vidare | Gick inte vidare |
| Anass Essayi           | 1 500 m        | 3.45,92      | 11        | Gick inte vidare | Gick inte vidare | Gick inte vidare | Gick inte vidare |
| Abdelatif Sadiki       | 1 500 m        | 3.36,23      | 5 Q       | 3.33,59 0PB0     | 8                | Gick inte vidare | Gick inte vidare |
| Soufiyan Bouqantar     | 5 000 m        | 13.43,97     | 12        | i.u.             | i.u.             | Gick inte vidare | Gick inte vidare |
| Abdelkarim Ben Zahra   | 3 000 m hinder | 8.28,63 0SB0 | 10        | i.u.             | i.u.             | Gick inte vidare | Gick inte vidare |
| Soufiane El Bakkali    | 3 000 m hinder | 8.19,00      | 1 Q       | i.u.             | i.u.             | 8.08,90          | 1                |
| Mohamed Tindouft       | 3 000 m hinder | 8.15,91      | 5 q       | i.u.             | i.u.             | 8.23,56          | 13               |
| Mohamed Reda El Aaraby | Maraton        | i.u.         | i.u.      | i.u.             | i.u.             | 2:12.22          | 11               |
| Othmane El Goumri      | Maraton        | i.u.         | i.u.      | i.u.             | i.u.             | 2:11.58          | 9                |
| Hamza Sahli            | Maraton        | i.u.         | i.u.      | i.u.             | i.u.             | 2:14.48          | 18               |

Damer
| Idrottare      | Gren    | Heat     | Heat      | Semifinal        | Semifinal        | Final            | Final            |
| Idrottare      | Gren    | Resultat | Placering | Resultat         | Placering        | Resultat         | Placering        |
| -------------- | ------- | -------- | --------- | ---------------- | ---------------- | ---------------- | ---------------- |
| Rababe Arafi   | 800 m   | 2.00,96  | 3 Q       | 1.59,86          | 6                | Gick inte vidare | Gick inte vidare |
| Rababe Arafi   | 1 500 m | DNF      | DNF       | Gick inte vidare | Gick inte vidare | Gick inte vidare | Gick inte vidare |
| Rkia El Moukim | Maraton | i.u.     | i.u.      | i.u.             | i.u.             | 2:40.10          | 56               |

## Fäktning
| Idrottare       | Gren            | 32-delsfinal      | Sextondelsfinal    | Åttondelsfinal        | Kvartsfinal       | Semifinal         | Final / BM        | Final / BM       |
| Idrottare       | Gren            | Motståndare Poäng | Motståndare Poäng  | Motståndare Poäng     | Motståndare Poäng | Motståndare Poäng | Motståndare Poäng | Placering        |
| --------------- | --------------- | ----------------- | ------------------ | --------------------- | ----------------- | ----------------- | ----------------- | ---------------- |
| Houssam El-Kord | Herrarnas värja | bye               | Wang (CHN) W 15–14 | Siklósi (HUN) L 13–15 | Gick inte vidare  | Gick inte vidare  | Gick inte vidare  | Gick inte vidare |

## Golf
| Idrottare     | Gren             | Omgång 1 | Omgång 2 | Omgång 3 | Omgång 4 | Totalt | Totalt   | Totalt    |
| Idrottare     | Gren             | Poäng    | Poäng    | Poäng    | Poäng    | Poäng  | Från par | Placering |
| ------------- | ---------------- | -------- | -------- | -------- | -------- | ------ | -------- | --------- |
| Maha Haddioui | Damernas tävling | 72       | 74       | 70       | 69       | 285    | +1       | T43       |

## Judo
| Idrottare      | Gren                           | Sextondelsfinal        | Åttondelsfinal       | Kvartsfinal          | Semifinal            | Återkval             | Final / BM           | Final / BM       |
| Idrottare      | Gren                           | Motståndare Resultat   | Motståndare Resultat | Motståndare Resultat | Motståndare Resultat | Motståndare Resultat | Motståndare Resultat | Placering        |
| -------------- | ------------------------------ | ---------------------- | -------------------- | -------------------- | -------------------- | -------------------- | -------------------- | ---------------- |
| Soumiya Iraoui | Damernas halv lättvikt (52 kg) | Warasiha (THA) W 10–00 | Giles (GBR) L 00–10  | Gick inte vidare     | Gick inte vidare     | Gick inte vidare     | Gick inte vidare     | Gick inte vidare |
| Assmaa Niang   | Damernas mellanvikt (70 kg)    | Bellandi (ITA) L 00–01 | Gick inte vidare     | Gick inte vidare     | Gick inte vidare     | Gick inte vidare     | Gick inte vidare     | Gick inte vidare |

## Kanotsport

### Slalom
| Idrottare    | Gren          | Heat   | Heat      | Heat   | Heat      | Heat   | Heat      | Semifinal        | Semifinal        | Final            | Final            |
| Idrottare    | Gren          | Åk 1   | Placering | Åk 2   | Placering | Bästa  | Placering | Tid              | Placering        | Tid              | Placering        |
| ------------ | ------------- | ------ | --------- | ------ | --------- | ------ | --------- | ---------------- | ---------------- | ---------------- | ---------------- |
| Mathis Soudi | Herrarnas K-1 | 93,86  | 7         | 100,92 | 19        | 93,86  | 15        | 103,58           | 18               | Gick inte vidare | Gick inte vidare |
| Celia Jodar  | Damernas K-1  | 171,38 | 24        | 258,46 | 27        | 171,38 | 27        | Gick inte vidare | Gick inte vidare | Gick inte vidare | Gick inte vidare |

## Karate
Kumite
| Idrottare      | Gren           | Gruppspel                   | Gruppspel                  | Gruppspel                | Gruppspel                    | Gruppspel | Semifinal            | Final                | Final     |
| Idrottare      | Gren           | Motståndare Resultat        | Motståndare Resultat       | Motståndare Resultat     | Motståndare Resultat         | Placering | Motståndare Resultat | Motståndare Resultat | Placering |
| -------------- | -------------- | --------------------------- | -------------------------- | ------------------------ | ---------------------------- | --------- | -------------------- | -------------------- | --------- |
| Btissam Sadini | Damernas 61 kg | Jovana Preković (SRB) L 1–3 | Anita Serogina (UKR) D 1–1 | Giana Farouk (EGY) L 0–5 | Alexandra Grande (PER) L 1–3 | 5         | Gick inte vidare     | Gick inte vidare     | 9         |

## Ridsport

### Dressyr
| Idrottare       | Häst        | Gren         | Grand Prix | Grand Prix | Grand Prix Freestyle | Grand Prix Freestyle | Totalt           | Totalt           |
| Idrottare       | Häst        | Gren         | Poäng      | Placering  | Teknisk              | Artistisk            | Poäng            | Placering        |
| --------------- | ----------- | ------------ | ---------- | ---------- | -------------------- | -------------------- | ---------------- | ---------------- |
| Yessin Rahmouni | All At Once | Individuellt | 66,599     | 44         | Gick inte vidare     | Gick inte vidare     | Gick inte vidare | Gick inte vidare |

Teckenförklaring: Q = Kvalificerad för finalen; q = Kvalificerad för finalen som lucky loser

### Hoppning
| Idrottare                                        | Häst                                                   | Gren         | Kval     | Kval      | Final            | Final            | Final            |
| Idrottare                                        | Häst                                                   | Gren         | Straff   | Placering | Straff           | Tid              | Placering        |
| ------------------------------------------------ | ------------------------------------------------------ | ------------ | -------- | --------- | ---------------- | ---------------- | ---------------- |
| Ali Al-Ahrach                                    | USA de Riverland                                       | Individuellt | Utslagen | Utslagen  | Gick inte vidare | Gick inte vidare | Gick inte vidare |
| El Ghali Boukaa                                  | Ugolino du Clos                                        | Individuellt | 14       | =60       | Gick inte vidare | Gick inte vidare | Gick inte vidare |
| Abdelkebir Ouaddar                               | Istanbull v.h Ooievaarshof                             | Individuellt | 16       | 63        | Gick inte vidare | Gick inte vidare | Gick inte vidare |
| Ali Al-Ahrach El Ghali Boukaa Abdelkebir Ouaddar | Golden Lady Ugolino du Clos Istanbull v.h Ooievaarshof | Lag          | 37       | 13        | Gick inte vidare | Gick inte vidare | Gick inte vidare |

## Rodd
| Idrottare       | Gren                   | Heat    | Heat      | Återkval | Återkval  | Kvartsfinal | Kvartsfinal | Semifinal | Semifinal | Final   | Final     |
| Idrottare       | Gren                   | Tid     | Placering | Tid      | Placering | Tid         | Placering   | Tid       | Placering | Tid     | Placering |
| --------------- | ---------------------- | ------- | --------- | -------- | --------- | ----------- | ----------- | --------- | --------- | ------- | --------- |
| Sarah Fraincart | Damernas singelsculler | 8.32,78 | 5 R       | 8.42,78  | 5 SE/F    | i.u.        | i.u.        | 8.43,90   | 2 FE      | 8.25,38 | 29        |

Teckenförklaring: FA= A-final (medalj); FB=B-final (ingen medalj); FC= C-final (ingen medalj); FD= D-final (ingen medalj); FE=E-final (ingen medalj); FF=F-final (ingen medalj); SA/B=Semifinal A/B; SC/D=Semifinal C/D; SE/F=Semifinal E/F; QF=Kvartsfinal; R=Återkval

## Simning
| Idrottare     | Gren                   | Heat    | Heat      | Semifinal        | Semifinal        | Final            | Final            |
| Idrottare     | Gren                   | Tid     | Placering | Tid              | Placering        | Tid              | Placering        |
| ------------- | ---------------------- | ------- | --------- | ---------------- | ---------------- | ---------------- | ---------------- |
| Samy Boutouil | Herrarnas 100 m frisim | 50,37   | 43        | Gick inte vidare | Gick inte vidare | Gick inte vidare | Gick inte vidare |
| Lina Khiyara  | Damernas 200 m frisim  | 2.08,80 | 28        | Gick inte vidare | Gick inte vidare | Gick inte vidare | Gick inte vidare |

## Skytte
| Idrottare        | Gren           | Kval  | Kval      | Final            | Final            |
| Idrottare        | Gren           | Poäng | Placering | Poäng            | Placering        |
| ---------------- | -------------- | ----- | --------- | ---------------- | ---------------- |
| Ibtissam Marirhi | Damernas skeet | 117   | 16        | Gick inte vidare | Gick inte vidare |

## Surfing
| Idrottare      | Gren              | Omgång 1 | Omgång 1  | Omgång 2 | Omgång 2  | Omgång 3                  | Kvartsfinal          | Semifinal            | Final / BM           | Final / BM       |
| Idrottare      | Gren              | Poäng    | Placering | Poäng    | Placering | Motståndare Resultat      | Motståndare Resultat | Motståndare Resultat | Motståndare Resultat | Placering        |
| -------------- | ----------------- | -------- | --------- | -------- | --------- | ------------------------- | -------------------- | -------------------- | -------------------- | ---------------- |
| Ramzi Boukhiam | Herrarnas tävling | 10,23    | 2 Q       | bye      | bye       | Bourez (FRA) L 9,40—12,43 | Gick inte vidare     | Gick inte vidare     | Gick inte vidare     | Gick inte vidare |

## Taekwondo
| Idrottare          | Gren                         | Åttondelsfinal       | Kvartsfinal                | Semifinal            | Återkval               | Final / BM           | Final / BM       |
| Idrottare          | Gren                         | Motståndare Resultat | Motståndare Resultat       | Motståndare Resultat | Motståndare Resultat   | Motståndare Resultat | Placering        |
| ------------------ | ---------------------------- | -------------------- | -------------------------- | -------------------- | ---------------------- | -------------------- | ---------------- |
| Achraf Mahboubi    | Herrarnas mellanvikt (80 kg) | Cissé (CIV) W 21–11  | Al-Sharabaty (JOR) L 15–17 | Gick inte vidare     | Ordemann (NOR) L 10–25 | Gick inte vidare     | Gick inte vidare |
| Oumaima El-Bouchti | Damernas flugvikt (49 kg)    | Sim (KOR) L 10–19    | Gick inte vidare           | Gick inte vidare     | Gick inte vidare       | Gick inte vidare     | Gick inte vidare |
| Nada Laaraj        | Damernas fjädervikt (57 kg)  | Zolotic (USA) L 4–11 | Gick inte vidare           | Gick inte vidare     | İlgün (TUR) L 0–6      | Gick inte vidare     | Gick inte vidare |

## Triathlon
| Idrottare     | Gren              | Simning (1,5 km) | T1   | Cykling (40 km) | T2   | Löpning (10 km) | Totaltid | Placering |
| ------------- | ----------------- | ---------------- | ---- | --------------- | ---- | --------------- | -------- | --------- |
| Mehdi Essadiq | Herrarnas tävling | 17.58            | 0.48 | 58.13           | 0.40 | 35.46           | 1:53.25  | 45        |

## Tyngdlyftning
| Idrottare       | Gren            | Ryck     | Ryck      | Stöt     | Stöt      | Totalt | Placering |
| Idrottare       | Gren            | Resultat | Placering | Resultat | Placering | Totalt | Placering |
| --------------- | --------------- | -------- | --------- | -------- | --------- | ------ | --------- |
| Abderrahim Moum | Herrarnas 73 kg | 127      | 13        | 151      | 14        | 278    | 14        |

## Volleyboll

### Beachvolleyboll
| Idrottare                        | Gren                | Inledande omgång         | Inledande omgång            | Inledande omgång            | Placering | Åttondelsfinal       | Kvartsfinal          | Semifinal            | Final / BM           | Placering        |
| Idrottare                        | Gren                | Motståndare Resultat     | Motståndare Resultat        | Motståndare Resultat        | Placering | Motståndare Resultat | Motståndare Resultat | Motståndare Resultat | Motståndare Resultat | Placering        |
| -------------------------------- | ------------------- | ------------------------ | --------------------------- | --------------------------- | --------- | -------------------- | -------------------- | -------------------- | -------------------- | ---------------- |
| Mohamed Abicha Zouheir El Graoui | Herrarnas turnering | Bryl/Fijałek (POL) L 0–2 | Evandro/Schmidt (BRA) L 0–2 | Grimalt/Grimalt (CHI) L 0–2 | 4         | Gick inte vidare     | Gick inte vidare     | Gick inte vidare     | Gick inte vidare     | Gick inte vidare |

| 25 juli 2021 16:00 | Fijałek – Bryl | 2–0 | El Graoui – Abicha | Shiokaze Park, Tokyo Domare: Giovanni Bake (RSA), José María Padrón (ESP) Rapport: Rapport |
| 25 juli 2021 16:00 | (21–17, 21–11) |     |                    | Shiokaze Park, Tokyo Domare: Giovanni Bake (RSA), José María Padrón (ESP) Rapport: Rapport |

| 27 juli 2021 15:00 | Evandro – Schmidt | 2–0 | El Graoui – Abicha | Shiokaze Park, Tokyo Domare: Brig Beatie (USA), Juan Carlos Saavedra (COL) Rapport: Rapport |
| 27 juli 2021 15:00 | (21–14, 21–16)    |     |                    | Shiokaze Park, Tokyo Domare: Brig Beatie (USA), Juan Carlos Saavedra (COL) Rapport: Rapport |

| 30 juli 2021 11:00 | M. Grimalt – E. Grimalt | 2–0 | El Graoui – Abicha | Shiokaze Park, Tokyo Domare: Rui Carvalho (POR), Agnieszka Myszkowska (POL) Rapport: Rapport |
| 30 juli 2021 11:00 | (21–14, 21–12)          |     |                    | Shiokaze Park, Tokyo Domare: Rui Carvalho (POR), Agnieszka Myszkowska (POL) Rapport: Rapport |